# Aura Noir
Aura Noir est un groupe de black et thrash metal norvégien, originaire de Kolbotn. Il est formé par Carl-Michael Eide (aka Aggressor) à la fin de 1995 à la suite de l'enregistrement de la démo Towers of Limbs and Fever.

## Biographie
La formation consiste originellement en Aggressor et Apollyon. Ils seront rejoints après la sortie de Dreams Like Deserts par Blasphemer à la guitare pour les concerts. L'alchimie avec Blasphemer est telle qu'il devient membre à part entière d'Aura Noir et naquit de cette union l'album Black Thrash Attack. Blasphemer n'apparait cependant pas sur l'album Deep Tracts Of Hell ayant rejoint Mayhem en 1997. Aggressor joue également dans de nombreux autres groupes norvégiens sous le pseudonyme Czral tout comme Apollyon qui, par exemple, joue en concert pour Gorgoroth ainsi que pour Immortal.
En 2004, ils signent à Tyrant Syndicate Productions, un, sous-label de Peaceville Records, dirigé par Nocturno Culto et Fenriz (de Darkthrone). Ils publient leur album The Merciless, qui fait participer Nattefrost de Carpathian Forest et Fenriz au chant.
Le groupe est mis en suspens après l'accident d'Aggressor en fin mars 2005. Il semblerait avoir sauté ou être tombé depuis le quatrième étage de son immeuble et avoir atterri sur ses jambes. En mai 2006, Aggressor participe à l'émission radio norvégienne Tinitus, où il confirme utiliser une chaise roulante. Malgré cet incident, le groupe enregistre l'album Hades Rise, publié le 25 août 2008.
Le groupe signe avec le label Indie Recordings en 2012 et publie son cinquième album, Out to Die, le 23 mars 2012. En 2015, ils annoncent l'écriture d'un nouvel album. En juin 2016, ils participent au Hellfest de Clisson en France.

## Style musical
Leur style consiste en une forme de black metal (influences de Bathory et Darkthrone) mélangé à du thrash metal des années 1980 (Possessed, Bulldozer, Sodom, Venom, etc.), style auquel ils ne manquent pas de faire de nombreux clins d'œil, surtout sur leur album Black Thrash Attack (Sodom étant crédité sur l'album).

## Membres
- Aggressor (Dødheimsgard, Cadaver Inc., Infernö, Ved Buens Ende, Virus) – guitare basse, chant, batterie
- Apollyon (Cadaver Inc., Immortal) – guitare basse, chant, batterie
- Blasphemer (ex-Mayhem) – guitare

## Discographie
- 1995 : Dreams Like Deserts (EP)
- 1996 : Black Thrash Attack
- 1998 : Deep Tracts of Hell
- 2000 : Increased Damnation (compilation)
- 2004 : The Merciless
- 2008 : Hades Rises
- 2012 : Out to Die
- 2018 : Aura Noire